# Ricardo Cleofás
Ricardo Cleofás, également connu sous le nom de Joy Cleofás, né le 9 février 1951, est un ancien joueur philippin de basket-ball.